# 1485 в Україні

## Події
- 16 листопада поблизу Кілії відбулася Катлабузька битва, в якій молдовський господар Штефан III Великий переміг османські сили.

## Особи

### Померли
- 21 березня Ян Одровонж (подільський воєвода) (? — 1485) польський шляхтич, урядник Королівства Польського.

## Засновані, зведені
- Попівці (Старокостянтинівський район)